# لنسنغ إفريقي
لنسنغ أفريقي (الاسم العلمي:Poiana richardsonii) (بالإنجليزية: African Linsang)‏ هو نوع من الثدييات يتبع جنس اللنسنغ البوياني من الفصيلة الزبادية.